# Wilton (Minnesota)
Wilton é uma cidade localizada no estado americano de Minnesota, no Condado de Beltrami.

## Demografia
Segundo o censo americano de 2000, a sua população era de 186 habitantes.
Em 2006, foi estimada uma população de 195, um aumento de 9 (4.8%).

## Geografia
De acordo com o United States Census Bureau tem uma área de
6,1 km², dos quais 6,0 km² cobertos por terra e 0,1 km² cobertos por água. Wilton localiza-se a aproximadamente 424 m acima do nível do mar.

## Localidades na vizinhança
O diagrama seguinte representa as localidades num raio de 28 km ao redor de Wilton.